# Argiolestes gizo
Argiolestes gizo är en trollsländeart som beskrevs av Cornelis Kalkman 2008. Argiolestes gizo ingår i släktet Argiolestes och familjen Megapodagrionidae. Inga underarter finns listade i Catalogue of Life.